# ルクワ湖
ルクワ湖(ルクワこ)はタンザニア南西部のルクワバレーにある内陸湖。アルカリ湖。タンガニーカ湖とマラウイ湖の中間、標高およそ800mの場所にある。湖のおよそ半分はウワンダ動物保護区に含まれる。
ルクワ湖は大きさの変動が大きい。現在は長さ約180km、幅は平均32kmで面積はおよそ5760平方キロメートルである。1929年には長さは約48kmしかなかったが、1939年には長さ約128km、幅40kmになっている。